# طواف بكين
طواف بكين (بالإنجليزية: Tour of Beijing)‏ هو سباق دراجات هوائية،  من صنف سباق المرحلة ‏،  بدأ في 2011 في الصين.

## تاريخ

### قائمة الفائزين
| السنة | الفائز        | الثاني           | الثالث              |
| ----- | ------------- | ---------------- | ------------------- |
| 2011  | طوني مارتين   | ديفيد ميلار      | كريس فروم           |
| 2012  | طوني مارتين   | فرانسيسكو جافازي | إيدفالد بواسون هاغن |
| 2013  | بنات انساوستي | دان مارتن        | ديفيد لوبيز         |
| 2014  | فيليب جيلبير  | دان مارتن        | استيبان تشافيس      |

## وصلات خارجية
- الموقع الرسمي
- لمحة عن سباق طواف بكين على موقع  ProCyclingStats   (برو  سايكلنج  ستاتس) - إحصاءات  محترفي  الدراجات.

- طواف بكين على موقع إحصائيات الدراجات الإحترافية (الإنجليزية)